# Středoevropský pohár 1939
Sezóna 1939 byla 13. ročníkem Středoevropského poháru. Zúčastnily se nejlepší týmy z uplynulého ročníku domácí ligy z Protektorátu Čechy a Morava, Maďarska, Itálie, Jugoslávie a Rumunska. Ročník se hrál pouze v okleštěné podobě. Vítězem se stal tým Újpest FC.

## Čtvrtfinále
| Domácí v 1. zápase  | Celkem | Hosté v 1. zápase | 1. zápas | 2. zápas |
| ------------------- | ------ | ----------------- | -------- | -------- |
| Venus Bucureşti     | 1 - 5  | AGC Bologna       | 1 - 0    | 0 - 5    |
| Ferencvárosi TC     | 4 - 3  | AC Sparta Praha   | 2 - 3    | 2 - 0    |
| OFK Bělehrad        | 4 - 2  | SK Slavia Praha   | 3 - 0    | 1 - 2    |
| AS Ambrosiana Inter | 2 - 4  | Újpest FC         | 2 - 1    | 0 - 3    |

## Semifinále
| Domácí v 1. zápase | Celkem | Hosté v 1. zápase | 1. zápas | 2. zápas |
| ------------------ | ------ | ----------------- | -------- | -------- |
| AGC Bologna        | 4 - 5  | Ferencvárosi TC   | 3 - 1    | 1 - 4    |
| OFK Bělehrad       | 5 - 9  | Újpest FC         | 4 - 2    | 1 - 7    |

## Finále
| Domácí v 1. zápase | Celkem | Hosté v 1. zápase | 1. zápas | 2. zápas |
| ------------------ | ------ | ----------------- | -------- | -------- |
| Újpest FC          | 6 - 3  | Ferencvárosi TC   | 4 - 1    | 2 - 2    |